# EMR3
EGF modul sadržavajući, mucinu sličan, hormonski receptor 3 je protein koji je kod ljudi kodiran EMR3 genom.

## Funkcija
Ovaj protein je član adhezinske familije GPCR receptora izražene predominantno u ćelijama imunskog sistema. Ti proteini imaju karakteristični dugački ekstracelularni region sa promenljivim brojem N-terminalnih domena sličnih epidermalnom faktoru rasta (EGF), koji je spregnut sa TM7 domenom putem domena sličnog mucinu. U slučaju EMR3, taj proteinski domen se sastoji od dva N-terminalna proteina slična epidermalnom faktoru rasta. Ovaj gen je blisko srodan sa genom na hromozomu 19 koji kodira molekul EMR3. EMR2 učestvuje u mijeloid-mijeloid interakcijama tokom imunskih i inflamatornih responsa.

## Literatura
- Bjarnadóttir TK; Fredriksson R; Höglund PJ (2005). „The human and mouse repertoire of the adhesion family of G-protein-coupled receptors”. Genomics. 84 (1): 23—33. PMID 15203201. doi:10.1016/j.ygeno.2003.12.004.
- Olsen JV; Blagoev B; Gnad F (2006). „Global, in vivo, and site-specific phosphorylation dynamics in signaling networks”. Cell. 127 (3): 635—48. PMID 17081983. doi:10.1016/j.cell.2006.09.026.
- Matmati M; Pouwels W; van Bruggen R (2007). „The human EGF-TM7 receptor EMR3 is a marker for mature granulocytes”. J. Leukoc. Biol. 81 (2): 440—8. PMID 17108056. doi:10.1189/jlb.0406276.
- Kane AJ, Sughrue ME, Rutkowski MJ, Phillips JJ, Parsa AT (2010). „EMR3: A Potential Mediator of Invasive Phenotypic Variation in Glioblastoma and Novel Therapeutic Target”. Neuroreport. 21 (16): 1018—22. PMC 3064464 . PMID 20827226. doi:10.1097/WNR.0b013e32833f19f2.
- Yona, Stacey (2011). Adhesion-GPCRs. Springer. стр. 1—200. ISBN 978-1-4419-7912-4.